# Даунриггер
Да́унри́ггер — устройство для  заглубления любой приманки (обычно это воблер), используется для ловли троллингом, это устройство позволяет точно задавать глубину проводки приманки и не делать больших отпусков приманки от лодки, что обеспечивает великолепную манёвренность, а следовательно, возможность тщательного облова интересующих участков водоема. Представляет собой механизм, напоминающий лебёдку с выносной стрелой, которая крепится к транцу (или борту) лодки. Достоинство даунриггера в том, что рыболов всегда точно знает, на какой глубине находится приманка, а отсутствие груза на леске обеспечивает прямой контакт с рыбой. Вкратце суть механизма проста — подача крепления (клипсы) лесы на тросу на заданную глубину с помощью огрузки. Основа механизма — обычная лебёдка.
Первый промышленный даунриггер называется «хирти-гирти» (hirty-girty). Это устройство широко используется на Западном побережье США для глубоководного промышленного рыболовства. Основным отличием «даунриггера бокоплавчика» от даунриггеров других систем является простота и надежность конструкции. Фирмы Big Jon и Scotty — занимают лидирующее положение среди производителей даунриггеров во многом благодаря тому, что пошли по пути копирования конструкции предложенной бокоплавчиком.